# كارلوس خوسيه كاباييرو
كارلوس خوسيه كاباييرو (بالإسبانية: Carlos José Caballero)‏ هو محامي وسياسي أرجنتيني، ولد في 13 سبتمبر 1917، وتوفي في 2 أكتوبر 1981. انتخب Federal interventor of Córdoba ‏.